# مهیم‌آباد
مهیم‌آباد ، روستایی از توابع بخش بزمان شهرستان ایرانشهر در استان سیستان و بلوچستان ایران است.

## جمعیت
این روستا در دهستان آب رئیس قرار دارد و براساس سرشماری مرکز آمار ایران در سال ۱۳۸۵، جمعیت آن ۲۴ نفر (۵خانوار) بوده‌است.